# 弭菊田
弭菊田（1914年10月—2000年3月7日），原名育咸，号秋景斋、梧雨楼，晚号菊翁，男，山东济南人，中国画家。济南画院名誉院长。

## 生平
1914年10月，出生于济南的一个中医世家。父亲弭宗奭，是清未举人，做过一年肥城县教谕，后行医为生。在四岁时急病而死。外祖父武福恭也是清未举人，教弭菊田诗词歌赋、琴棋书画。弭菊田幼学于家塾，后就读于济南第二实验小学。1929年考入济南育英中学，1932年入齐鲁中学读高中。1934年考入国立北平艺术专科学校，师从王悦之学习西画，受业于李苦禅、颜伯龙等，并拜胡佩衡为师学习国画山水。1937年毕业回济南。不久济南沦陷，弭菊田闭门简出，居家研习书画。1942年，担任山东省济南师范学校美术教师，继而在黎明中学、懿范女子中学、培才中学、育英中学兼任美术教师。1946年受聘为济南南华学院美术系教授。1949年中华人民共和国成立后，担任济南第五中学美术教师。1961年调入济南市文学艺术界联合会，担任专业画家。1979年当选为济南市美术工作者协会主席。1981年受命筹建济南画院，历任院长、名誉院长。1983年当选为山东省第六届人民代表大会代表。1985年加入中国共产党。曾任中国美术家协会会员、中国书法家协会会员、山东画院艺术顾问、山东日照书画院名誉院长、济南美术家协会名誉主席、济南国画研究会会长。1987年和2000年先后在济南举办《弭菊田画展》和《弭菊田从艺六十年回顾展》。2000年3月7日在济南病逝。

## 作品
擅山水，取法传统，注重写生，对明代唐寅、清代恽南田尤为推崇。学书兼取“二王”（王羲之与王献之）、赵、欧诸家，擅楷、行，所作刚中有柔，柔中有骨，圆润健秀。出版有《弭菊田画选》《怎样画山水》等。
关友声评价他的画为“北宗笔墨合南宗，妙继荆关马夏踪。点染云烟初落纸，浑如成竹在心胸。”自1940年代始，便被推为济南“关黑弭岳”（关友声、黑伯龙、弭菊田、岳祥书）国画四杰之一。

## 家庭
弭菊田的妻子是季羡林的堂妹季惠林（季嗣诚的女儿）。弭菊田的女儿弭金冬也是一名画家。